# Vuelo 579 de Utair
El 1 de septiembre de 2018, el vuelo 579 de UTair, un Boeing 737-800 en un vuelo doméstico programado de Moscú a Sochi (Rusia), con 164 pasajeros y 6 tripulantes a bordo, se salió de la pista y se incendió al aterrizar en Sochi, hiriendo a 18 ocupantes. Un empleado del aeropuerto falleció de un ataque al corazón.

## Descripción

### Aeronave

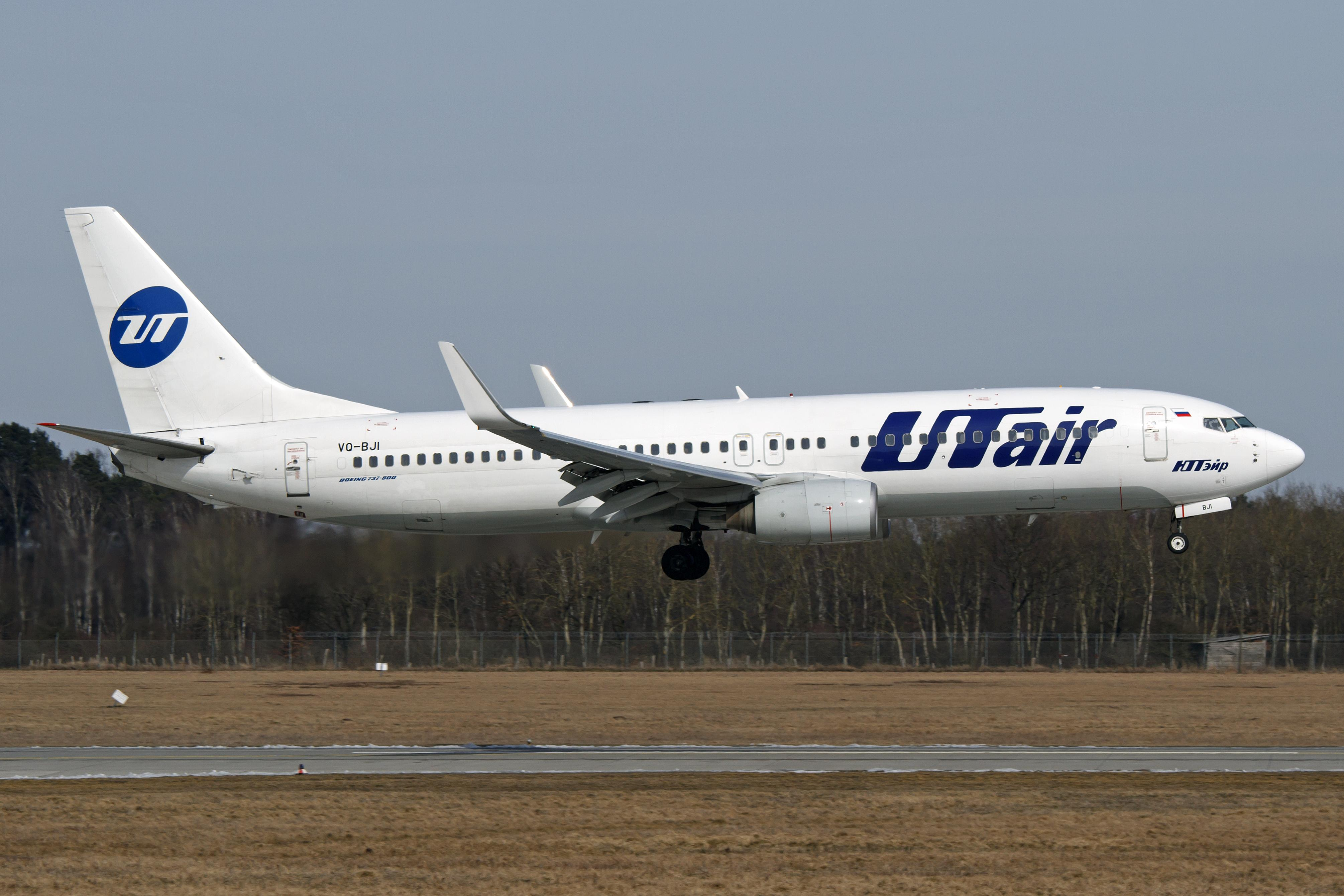
VQ-BJI, la aeronave involucrada, vista aquí en 2013

La aeronave accidentada, fabricada en 2002, era un Boeing 737-8AScon número de serie 29937 y matrícula bermudeña VQ-BJI. La aeronave tenía 45 745 horas de fuselaje y 23 434 ciclos de despegue y aterrizaje.: 17 

### Tripulación de vuelo
El capitán Alexei Alekseevich Shnyrev, de 51 años, acumulaba 14.000 horas de vuelo, incluidas 6.391 en el Boeing 737. El primer oficial Sergei Eduardovich Ivanov, de 53 años, acumulaba 12.277 horas de vuelo, 5.147 de ellas en el Boeing 737. Ambos pilotos contaban con habilitación de tipo para las variantes clásica y de nueva generación del Boeing 737 y habían completado la formación en gestión de recursos de la tripulación. El primer oficial también había recibido formación en cizalladura del viento en mayo de 2018.

## Accidente
El vuelo despegó del Aeropuerto Internacional de Moscú-Vnúkovo a las 00:30 hora local con 166 pasajeros y seis tripulantes. La tripulación abortó las dos primeras aproximaciones a Sochi antes de realizar una tercera que resultó en la salida de la pista. El avión aterrizó a las 02:57, se salió de la pista 06, se detuvo en el lecho del río Mzimta y se incendió, lo que provocó la evacuación.
Dieciocho ocupantes resultaron heridos; las lesiones incluyeron quemaduras e intoxicación por monóxido de carbono.El ministro de Transporte, Yevgeny Dietrich, confirmó que un empleado del aeropuerto falleció de un ataque cardíaco durante la respuesta de emergencia.
Se reportaron tormentas eléctricas sobre Sochi en el momento del accidente. La aeronave sufrió daños en la panza, las alas y los motores.El operador del aeropuerto informó que el incendio fue extinguido en ocho minutos.

## Investigación
El Comité Interestatal de Aviación (IAC) de Rusia inició una investigación del accidente. Dos días después del accidente, el 3 de septiembre, el IAC informó que se habían recuperado las grabadoras de vuelo de la aeronave, que los datos se recuperaron con éxito y que serían analizados. El comité completó la inspección del lugar del accidente y estaba realizando los preparativos para el traslado de la aeronave. La Junta Nacional de Seguridad en el Transporte de Estados Unidos, en representación del Estado de Diseño y Fabricación de la aeronave, y la Rama de Investigación de Accidentes Aéreos del Reino Unido, en representación del Estado de Matrícula, fueron invitadas a participar en la investigación.
El Comité de Investigación de Rusia también inició una investigación sobre el accidente, y un funcionario del Departamento de Transporte del Sur declaró que "se ha abierto una investigación criminal sobre el aterrizaje de emergencia... bajo sospecha de servicios inadecuados con riesgo para la salud de los clientes".
El IAC publicó un informe preliminar el 6 de noviembre de 2018.
El 12 de diciembre de 2019, el IAC publicó su informe final sobre el accidente.La causa del accidente fue que la tripulación ignoró repetidas advertencias de cizalladura del viento cuando la aeronave experimentó cizalladura horizontal a baja altura, y la decisión de la tripulación de aterrizar en la pista cuando las condiciones en el momento del accidente lo impedían. Entre los factores que contribuyeron se encuentran la violación de los procedimientos operativos estándar, el uso indebido del piloto automático, la capacitación deficiente en gestión de recursos de la tripulación y el despliegue tardío de los spoilers.